# Dżygit (1899)
Dżygit (ros. Джигит) – rosyjski statek Floty Czarnomorskiej.
Statek został wybudowany w 1899 r. Początkowo nosił numer 3. Służył jako portowy lodołamacz. Po wybuchu I wojny światowej został włączony w skład rosyjskiej marynarki wojennej. Wszedł w skład Floty Czarnomorskiej. W maju 1918 r. zajęli go Niemcy, zaś w listopadzie tego roku Biali, którzy przemianowali go na "Dżygit". W grudniu statek opanowali alianccy interwenci. W kwietniu 1919 r. powrócił pod zwierzchnictwo Białych. Po zainstalowaniu działa 100 mm i 2 dział 75 mm służył jako kanonierka. Dowódcą był kapitan floty handlowej Usaczow. Od końca grudnia tego roku statek wchodził w skład 2 Oddziału Statków, operującego na Morzu Azowskim. Od marca 1920 r. dowództwo sprawował por. Gieorgij N. Bołotin. Na początku września tego roku statek brał udział w walce z sowieckim zespołem okrętów. W poł. listopada uczestniczył w ewakuacji wojsk Białych z Krymu do Gallipoli, a następnie w składzie 4 Oddziału Eskadry Rosyjskiej przepłynął do Bizerty, gdzie wraz z pozostałymi statkami został internowany przez Francuzów. Dalsze jego losy są nieznane.